# 西嶼坪嶼
西嶼坪嶼位於澎湖南海，行政名稱為西坪村，島上只剩1位居民（為島上的廟公），為望安鄉所管轄，是望安鄉的離島（相距五浬），澎湖南方四島國家公園範圍內。距離澎湖縣行政中心馬公市約二十三浬，航程七十五分鐘。

## 交通
目前島上只有簡易碼頭。望安到西嶼坪航程約二十五分鐘，目前每天皆有船班開航。

## 地理
澎湖群島約為1800-1700萬年前（中新世初期）起經過多次火山活動形成，而東、西嶼坪約於800萬年前所形成，為澎湖群島最年輕的岩石。島上岩石為鹼性玄武岩與沉積岩。西嶼坪為一方山地形，高度約為40公尺。島上有豐富的地質景觀。

## 旅遊
西嶼坪嶼周邊海域是浮潛勝地，根據中華民國珊瑚礁學會研究指出，西嶼坪周邊海域珊瑚覆蓋率高達九成，甚至部分海域五十公尺測量線上是百分之百的覆蓋率。海底珊瑚數量驚人、種類繁多、色彩鮮豔，極具保育價值，也適合生態旅遊。島上有一廟宇華娘廟，創建年代已經不可考，可能在清代中葉，民國五十年代重建過，將廟頂改為燕尾脊，並增建左右護室。供奉為華娘，誕辰為農曆三月廿三日，附祀武帥、媽祖、三太子、陳將軍。華娘廟與土地公宮仔為西嶼坪兩座較大的廟宇，也是島上的信仰中心。另外澎湖群島為東亞侯鳥遷徙路線的中繼站，每年都有大批侯鳥過境，西嶼坪除了有蒼燕鷗及白眉燕鷗過境外，島上還可以見到冬侯鳥紅隼及大花鷚、灰鶺鴒、黃尾鴝、藍磯鶇、黑臉鵐、杓鷸、磯鷸等，留鳥則有澎湖特有的小雲雀、白頭翁、岩鷺等。